# 范光启

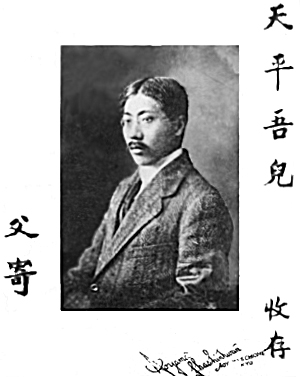
范光启寄给儿子范天平收存的相片

范光启（1882年6月20日—1914年3月20日），字鸿仙，笔名孤鸿，安徽合肥县人，中國民主革命家，中華民國軍事人物。

## 生平
清朝光绪八年五月初五（1882年6月20日），范光启生于合肥县一个贫苦农民家庭。1909年春，他离家到上海，和章太炎、宋教仁、于右任、陈其美等人多有来往，并加入中国同盟会。1909年5月，于右任在上海创办《民呼日报》，他从事校对，旋任主编及撰稿人。此后他以“孤鸿”为笔名发表文章。8月14日，上海公共租界工部局拘捕于右任，查封《民呼日报》。经范光启营救，并亲赴会审公廨承担文责，使于右任获释。
1909年10月3日，于右任、范光启等创办《民吁日报》。因于右任无法公开出面，便由范光启任《民吁日报》社社长，景耀月任总编辑。因刊登反日文章，日本驻上海总领事松冈洋右以该报“任意臆测，煽惑破坏，幸灾乐祸，有碍中日邦交”为由，对苏松太道蔡乃煌提出“强烈抗议”。11月19日蔡乃煌会同租界当局查封《民吁日报》，拘捕范光启。经过审讯，租界当局判令“该报永远停止出版。所有主笔人等，均免于深究完案。机器不准作印刷报纸之用，由该被告切实具结领取可也。”
获释后，范光启和于右任于1910年10月11日在上海创办《民立报》，于右任任社长，范光启任总理。1911年7月31日中国同盟会中部总会在上海成立，范光启参与中部总会的创建，并且被推举为该会候补文事部长和安徽分部主持人。
1911年10月10日武昌起义爆发，此后范光启在《民立报》发表短评，同时他还参与了安徽、上海、江苏的独立光复。为光复南京，范光启策动驻南京秣陵关的陆军第九镇统制徐绍桢起义，使徐绍桢进攻张勋属下的雨花台江防营营地，后败退镇江。此后范光启促成江浙联军，并说服联军将领推举徐绍桢任联军总司令。后江浙联军击败张勋江防营，南京光复。南京光复后，镇军司令林述庆首先入城，驻军两江总督衙门，自封苏军都督。其他各军对此不满，推举徐绍桢为苏军都督。范光启、宋教仁等闻讯到南京协调，最后大家公推程德全任江苏都督，徐绍桢任南京卫戍司令，林述庆任北伐军总司令。
1912年南京临时政府成立后，范光启呈请孙中山批准，亲自到皖北招募民军，编成铁血军，范光启任铁血军总司令。南北和谈成功，袁世凯继任中华民国临时大总统。范光启遂辞去铁血军总司令职，将部队改编为民军第三十五步兵旅，龚振鹏任旅长。回到上海后，范光启重任《民立报》主笔兼总理。此后他多次拒绝了袁世凯发出的到北京任职的邀请。
1913年二次革命爆发，范光启回安徽策动反袁，并以驻芜湖的旅长龚振鹏的名义宣布讨袁。各界公推范光启担任安徽都督，他辞未就职。他发出通电，请被袁世凯免职的原安徽都督柏文蔚回到安徽任安徽都督。他还劝说袁世凯新任的安徽都督孙多森和被袁世凯收买的师长胡万泰在柏文蔚领导下一起讨袁。1913年7月下旬，柏文蔚回安徽安庆就任都督，范光启自芜湖回到安庆协助柏文蔚。安徽受倪嗣冲部进攻，胡万泰叛投袁世凯，围攻安庆，逼柏文蔚交出范光启等人。范光启称：“吾党知杀身以成仁，不求生以害义，使吾得遂横草之烈，幸也。”准备骑马赴义，被别人阻拦。他潜回上海，此时二次革命已失败，他被袁世凯通缉，遂到日本追随孙中山，参与筹组中华革命党。
1914年2月，范光启被孙中山派回上海，联络各方力量继续反袁。上海镇守使郑汝成四处捕杀革命党。范光启则在嵩山路设机关部，准备进攻设在上海制造局的镇守使署。范光启在策反北洋军时，消息被郑汝成知悉。郑汝成收买了4名刺客行刺范光启。1914年3月20日凌晨4时许，范光启在嵩山路机关部寓所内被4名刺客刺死。在日本的孙中山闻讯后派员到上海致祭。1933年，范光启被追赠为陆军上将。

## 墓葬
1936年，范光启移葬於南京中山陵东侧马群，为中山陵“附葬”。

## 家庭
- 父：范彦达，曾参加太平天国，失败后回乡务农